# Belastingverdrag
Een belastingverdrag  (in België ook wel een dubbelbelastingverdrag genoemd en soms afgekort als "DBV") is een verdrag oftewel een overeenkomst tussen veelal twee staten waarin die staten afspreken hoe de heffing van hun belastingen op elkaar wordt afgestemd met als voornaamste doel het voorkomen van internationale dubbele belasting én het ontwijken van belasting. Belastingverdragen zijn deel van het belastingrecht en meer in het bijzonder van het internationale belastingrecht.
Dubbelbelastingverdragen wijzen een belastingheffingsrecht toe, maar niet het recht om het heffingsrecht uit te oefenen. Het recht om het heffingsrecht effectief uit te oefenen, moet bestaan in de nationale wetgeving van de staat.
Bijna alle dubbelbelastingverdragen worden gesloten tussen 2 staten. De enige uitzondering hierop is het dubbelbelastingverdrag van 23 september 1996 dat werd gesloten tussen  Denemarken, Finland, IJsland, Noorwegen, Zweden en de Faeröer.
Nederland en België hebben elk met meer dan 100 staten een dubbelbelastingverdrag afgesloten.

## Inleiding
Internationale dubbele belasting doet zich onder meer voor indien twee of meer staten hetzelfde inkomen van dezelfde persoon belasten. De hogere, gecombineerde belastingdruk wordt veelal gezien als een ongewenste uitkomst omdat het internationale economische samenwerking belemmert. Belastingverdragen zijn erop gericht om die hogere, gecombineerde belastingdruk te verminderen. Hierbij is het uitgangspunt dat de woonstaat het wereldinkomen van de belastingplichtige altijd mag belasten, dus ook als het inkomen zijn oorsprong buiten de woonstaat heeft. Vervolgens wordt in belastingverdragen per type inkomen bepaald of de bronstaat het inkomen van de belastingplichtige dat zijn oorsprong in die staat heeft, ook mag belasten. Is dat het geval, dan dient de woonstaat van de belastingplichtige een korting (belastingvermindering) te geven op de belasting die in de woonstaat verschuldigd is. Belastingverdragen zijn ook erop gericht om te voorkomen dat inkomen in het geheel niet worden belast (het ontgaan van belasting).

### Soorten belastingverdragen
In beginsel kan een belastingverdrag op iedere soort belasting betrekking hebben. Het overgrote deel van belastingverdragen ziet echter op belastingen naar inkomen en vermogen, zoals inkomstenbelastingen, vennootschapsbelastingen, loonbelastingen, dividendbelastingen en vermogensbelastingen. Veel minder voorkomend zijn de zogenoemde successieverdragen, dat zijn verdragen die de heffing van successierechten van staten op elkaar afstemmen. Belastingverdragen zijn niet van toepassing op de premieheffing van sociale verzekeringen omdat sociale premies in juridische zin geen belastingen zijn. Binnen de Europese Unie geldt voor sociale verzekeringen Europese regelgeving (Verordening 883/2004) die de verzekeringsplicht en de premieheffing van de lidstaten op elkaar afstemt. Daarnaast bestaan er ook afzonderlijke, bilaterale verdragen die de internationale implicaties van sociale verzekeringen regelen.

### Heffingsbeginselen
Internationale dubbele belastingheffing ontstaat onder meer doordat twee of meer staten hetzelfde inkomen, winst of vermogen belasten. Internationaal dubbele belastingheffing kan zich voordoen door de toepassing van drie internationaal breed geaccepteerde, maar potentieel conflicterende heffingsbeginselen: het woonplaatsbeginsel, het bronstaatbeginsel en het nationaliteitsbeginsel.

#### Het woonplaatsbeginsel
Op grond van het woonplaatsbeginsel (ook wel het domiciliebeginsel genoemd) heft een staat belastingen op het inkomen van personen die in die staat wonen of gevestigd zijn. Voor dit heffingsbeginsel is de territoriale oorsprong van het inkomen in de regel niet van belang, in de zin dat de woonstaat inkomen belast dat zijn oorsprong zowel binnen als buiten het territorium van die staat heeft. Dit inkomen wordt aangeduid met de term het "wereldinkomen". De nationaliteit van de persoon die het inkomen geniet, is voor de toepassing van het woonplaatsbeginsel in de regel niet van belang.

#### Het bronstaatbeginsel
Op grond van het bronstaatbeginsel (ook wel het situsbeginsel genoemd) heft een staat belastingen op het inkomen van personen die niet in die staat wonen of gevestigd zijn, maar die wel inkomen genieten dat zijn oorsprong in die staat heeft. Ook voor de toepassing van het bronstaatbeginsel is de nationaliteit van de persoon die het inkomen geniet in de regel niet van belang.

#### Het nationaliteitsbeginsel
Op grond van het nationaliteitsbeginsel heft een staat belastingen op het inkomen van zijn onderdanen, dat wil zeggen personen die de nationaliteit van die staat hebben. Ook voor dit heffingsbeginsel is de oorsprong van het inkomen in de regel niet van belang, in de zin dat de nationaliteitsstaat inkomen belast dat zijn oorsprong zowel binnen als buiten het territorium van die staat heeft (wereldinkomen). Het nationaliteitsbeginsel wordt internationaal bezien aanmerkelijk minder vaak toegepast dan de andere twee beginselen. De belangrijkste staat die het nationaliteitsbeginsel breed toepast, is de Verenigde Staten. Ook Nederland past het nationaliteitsbeginsel echter toe. Zo worden onder meer lichamen (bijvoorbeeld een naamloze vennootschap) waarvan de oprichting naar Nederlands recht heeft plaatsgevonden, voor de Nederlandse vennootschapsbelasting in beginsel geacht in Nederland gevestigd te zijn als gevolg waarvan zo’n lichaam voor zijn wereldwinst aan die belasting is onderworpen, ook indien het lichaam feitelijk buiten Nederland gevestigd is (art. 2, lid 4, Wet op de vennootschapsbelasting 1969).

### Botsing van heffingsbeginselen
De heffingsbeginselen kunnen met elkaar conflicteren in de zin dat één persoon of onderneming voor hetzelfde inkomen in verschillende landen belast wordt. Heeft een vennootschap X die in Nederland is gevestigd een filiaal in België, dan zal zowel Nederland (woonplaatsbeginsel) als België (bronstaatbeginsel) de winst van het filiaal willen belasten. Is vennootschap X naar het recht van een van de Staten van de Verenigde Staten opgericht en om die reden ook in de Verenigde Staten belastingplichtig (nationaliteitsbeginsel), dan zullen in beginsel zelfs drie staten de winst van het filiaal willen belasten. Om een oplossing voor dit soort conflicten te vinden, sluiten staten belastingverdragen.

### Afstemming van belastingheffing
Belastingverdragen regelen uitsluitend de afstemming van de heffing van belastingen zoals ieder van de verdragsluitende staten die op grond van nationale wetgeving in het leven heeft geroepen. Belastingverdragen zelf roepen met andere woorden geen heffingen in het leven. Mag een staat op basis van een belastingverdrag bijvoorbeeld een bepaald type inkomen belasten, maar heft die staat over dat type inkomen op grond van zijn nationale wetgeving geen belasting, dan kan die staat dat inkomen onder enkele verwijzing naar het belastingverdrag niet alsnog in de heffing betrekken (belastingverdragen hebben wat in het jargon wordt genoemd "geen sterke werking"). Wil de staat in dat geval het toegewezen inkomen belasten, dan zal die staat eerst een specifieke heffingsbepaling in zijn nationale wetgeving in het leven moeten roepen. Eventuele heffingslekken kunnen in theorie eenvoudigweg vermeden worden door in een nationale wet op te nemen dat een staat ook belasting heft in alle gevallen waarin een belastingverdrag die staat daartoe het recht geeft. Voor wat betreft Nederland is dat echter geen geldend recht.

### Bilaterale verdragen versus multilaterale belastingverdragen
Belastingverdragen zijn nagenoeg altijd bilaterale verdragen, dat wil zeggen verdragen die door twee staten zijn aangegaan. Een voorbeeld van een belastingverdrag dat door meer dan twee staten is aangegaan (een multilateraal verdrag), is het belastingverdrag dat onder meer Denemarken, Noorwegen en Zweden zijn aangegaan.

### De directe werking van belastingverdragen
De meeste bepalingen uit belastingverdragen hebben zogenoemde directe werking. Dit wil zeggen dat een bepaalde groep personen die geen partij is bij het belastingverdrag (= niet een van de verdragsluitende partijen is), een beroep kan doen op hetgeen de staten in het belastingverdrag hebben afgesproken. Die groep van personen wordt in de regel beperkt tot personen die in ten minste een van de verdragsluitende staten wonen of gevestigd zijn. Voor wat betreft Nederland is de directe werking neergelegd in artikel 93 Grondwet. Uit dit artikel volgt dat bepalingen directe werking (ook wel rechtstreekse werking genoemd) hebben, wanneer zij naar hun aard eenieder kunnen verbinden. Dit vereiste houdt in dat zij direct door de rechter in de nationale rechtsorde moeten kunnen worden toegepast. Op grond hiervan hebben de meeste bepalingen uit verdragen directe werking en kan hierop een beroep worden gedaan door belastingplichtigen. Een voorbeeld van een bepaling uit een verdrag dat geen directe werking heeft is art. 25 OESO-Modelverdrag waarin de onderlinge overlegprocedure is geregeld. Deze regel kan immers niet door de rechter worden toegepast bij het beslissen van de aan hem voorliggende casus.
Ook artikel 9 van het DBV heeft geen directe werking. Dit artikel staat de fiscus toe om opwaartse of neerwaartse winstcorrecties door te voeren. Aangezien dit artikel geen rechtstreekse werking heeft, is er een rechtsgrond in het nationaal recht nodig om winstcorrecties te kunnen doorvoeren. In België is deze nationale rechtsgrond te vinden in artikel 185, paragraaf 2 van het Wetboek van de Inkomstenbelastingen.

### De verhouding tussen nationale wettelijke voorschriften en verdragsbepalingen
Een verdrag is een vorm van een (publiekrechtelijke) overeenkomst. Voor overeenkomsten in het algemeen geldt het adagium pacta sunt servanda, hetgeen kort gezegd betekent dat overeenkomsten te goeder trouw nagekomen dienen te worden. Dit uitgangspunt geldt echter vanzelfsprekend ook voor andere wettelijke bepalingen en de vraag werpt zich dan ook op wat in rechte juist is indien een bepaalde wettelijke bepaling in strijd is met een verdragsbepaling. In artikel 27 Verdrag inzake het verdragenrecht is bepaald dat een partij zich in beginsel niet mag beroepen op bepalingen van nationaal recht om het niet ten uitvoer leggen van een verdrag te rechtvaardigen. Met andere woorden, in geval van een conflict tussen een nationale wettelijke bepaling en een verdragsbepaling, dient in beginsel de verdragsbepaling toegepast te worden en dient de nationale wettelijke bepaling buiten toepassing te blijven. Voor wat betreft Nederland is dit uitgangspunt ook neergelegd in artikel 94 Grondwet waarin bepaald is dat een Nederlands wettelijk voorschrift geen toepassing vindt indien dat wettelijke voorschrift niet verenigbaar is met een ieder bindende bepaling van een verdrag waarbij Nederland partij is. De Verenigde Staten nemen voor wat betreft bovenstaande problematiek een uitzonderlijke positie in. Verdragen zijn aldaar niet van een hogere orde dan andere federale wetgeving en het is dan ook voorgekomen dat Amerikaanse nationale wetgeving prevaleert boven verdragen waarbij de Verenigde Staten partij zijn. Dit internationaal bekritiseerde verschijnsel wordt in het jargon treaty override genoemd.

### Rechtspraak en belastingverdragen
Zoals met iedere wettelijke regeling kan het voorkomen dat het onduidelijk is hoe een regeling in een belastingverdrag in een specifiek geval toegepast moet worden. Verschillen aan de ene kant de belastingdienst van een bepaalde verdragsluitende staat en aan de andere kant een persoon die in die staat aan belasting is onderworpen en die op een verdrag een beroep doet, van mening hoe een verdragsbepaling toegepast moet worden, dan staat hen de in die staat gebruikelijke rechtsgang open, inclusief een beroep op een onafhankelijke rechter. Het is die rechter die uiteindelijk zelfstandig bepaalt hoe de verdragsregeling in een specifiek geval toegepast dient te worden. Het is voor belastingverdragen niet gebruikelijk dat verdragsluitende staten hiervoor een aparte, supranationale rechterlijke instantie in het leven roepen. Verschillen de Nederlandse belastingdienst en een inwoner van Nederland bijvoorbeeld van mening over een regeling in het belastingverdrag dat Nederland en België hebben afgesloten en betreft het geschil de Nederlandse belastingschuld, dan is de Nederlandse rechter bevoegd om in dat geschil een definitief besluit te nemen. Betreft het geschil in dit voorbeeld echter de vaststelling van de Belgische belastingschuld, dan is het de Belgische rechter die het geschil uiteindelijk zal beslechten. Onder meer doordat er niet één supranationale rechterlijke instantie is die een voor beide staten bindende uitleg van het verdrag geeft, kan het voorkomen dat beide staten ieder een tegengestelde uitleg geven waardoor alsnog dubbele belasting kan ontstaan. Zo’n uitkomst is in strijd met het doel van belastingverdragen en vandaar dat belastingverdragen veelal de mogelijkheid van een zogenoemde onderlinge overlegprocedure creëren. In het geval van zo’n procedure trachten de staten in overleg met elkaar tot een oplossing te komen. Omdat zij echter niet tot een oplossing verplicht kunnen worden, kan het voorkomen dat een geval van dubbele belastingheffing niet voorkomen wordt.

### Geen belastingverdrag – eenzijdige regelingen
Lang niet in alle gevallen van grensoverschrijdende economische activiteiten die tot dubbele belastingheffing leiden, zal een belastingplichtige een beroep kunnen doen op een belastingverdrag. Hoewel het merendeel van de economisch sterker ontwikkelde staten onderling belastingverdragen is aangegaan, geldt dit voor een grote groep van staten niet. Voor die laatste groep van staten kan een staat een eenzijdige regeling instellen om internationale dubbele belastingheffing te voorkomen. Zo heeft Nederland met betrekking tot die staten waarmee het geen belastingverdrag is aangegaan, een eenzijdige regeling in het leven geroepen die bekendstaat als het Besluit voorkoming dubbele belasting 2001. Op grond van dat besluit kunnen in beginsel uitsluitend binnenlandse belastingplichtigen voor onder meer de Nederlandse inkomsten- en vennootschapsbelasting onder omstandigheden een vermindering van de verschuldigde Nederlandse belasting verkrijgen voor bepaalde inkomsten die in een andere staat aan een belasting naar het inkomen zijn onderworpen (en in sommige gevallen uitsluitend indien de belastingplichtige de niet-Nederlandse belasting daadwerkelijk heeft betaald).

### Modelverdragen
Wereldwijd bestaan er vele honderden belastingverdragen. Zowel Nederland als België is bijvoorbeeld ieder tientallen belastingverdragen aangegaan. Hoewel die belastingverdragen een grote mate van verscheidenheid kennen, zijn veel belastingverdragen qua opbouw en inhoud toch redelijk gelijk aan elkaar. Dit komt doordat een aantal internationale organisaties zogenoemde modelverdragen heeft opgesteld. Staten die een belastingverdrag met elkaar willen aangaan, gebruiken zulke modelverdragen veelal als startpunt bij hun onderhandelingen. Vooral de zogenoemde modelverdragen (en het commentaar daarop) van de Organisatie voor Economische Samenwerking en Ontwikkeling (OESO) zijn internationaal van groot belang.

## Nederlandse belastingverdragen
Nederland sloot het eerste verdrag ter voorkoming van dubbele belasting in 1928 met buurland Duitsland. Dit verdrag trad echter nooit in werking. Nederland heeft momenteel met circa honderd landen belastingverdragen gesloten. De Staatssecretaris van Financiën en de Minister van Buitenlandse Handel en Ontwikkelingssamenwerking hebben aangekondigd dat de verdragsrelaties met 23 ontwikkelingslanden worden herzien.

## Belastingregeling voor het Koninkrijk
Binnen het Koninkrijk der Nederlanden geldt de rijkswet Belastingregeling voor het Koninkrijk (BRK). De Rijkswet van 7 juli 2010 tot wijziging van verschillende rijkswetten in verband met de verkrijging van de hoedanigheid van land binnen het Koninkrijk door Curaçao en Sint Maarten en de toetreding van Bonaire, Sint Eustatius en Saba tot het Nederlandse staatsbestel (Rijkswet aanpassing rijkswetten aan de oprichting van de nieuwe landen) heeft deze zo gewijzigd dat deze niet gaat over de verhouding tussen Caribisch Nederland en Europees Nederland, hoewel die (nog) wel verschillende belastingwetten hebben. Hiervoor is er het Besluit van 26 februari 2011 tot vaststelling van het besluit voorkoming dubbele belasting tussen de belastingstelsels van het in Europa gelegen deel van het land Nederland en het in het Caribische gebied gelegen deel van het land Nederland (Belastingregeling voor het land Nederland).
Voor wat betreft de verhouding tussen Nederland en Curaçao zal een nieuwe regeling de BRK vervangen. Deze bilaterale regeling in de vorm van een rijkswet is op 1 januari 2015 ingaan. Nederland bereidt ook met Aruba en Sint Maarten een nieuwe belastingregeling voor.